# Topoľnica
Topoľnica (em húngaro: Tósnyárasd) é um município da Eslováquia, situado no distrito de Galanta, na região de Trnava. Tem 10,47 km² de área e sua população em 2018 foi estimada em 803 habitantes.

## Demografia
| Ano:        | 1994 | 2004   | 2014   | 2024    |
| ----------- | ---- | ------ | ------ | ------- |
| Broj ljudi: | 792  | 832    | 816    | 992     |
| Razlika:    |      | +5,05% | -1,92% | +21,56% |

| Ano:               | 2023 | 2024   |
| ------------------ | ---- | ------ |
| Número de pessoas: | 915  | 992    |
| Diferença:         |      | +8,41% |